# Afrika – Recht & Wirtschaft
Afrika – Recht & Wirtschaft – Vierteljahreszeitschrift für Recht und Wirtschaft in Afrika  war eine rechtswissenschaftliche Fachzeitschrift, die von der Deutsch-Südafrikanischen Juristenvereinigung herausgegeben wurde. Sie erschien von 1979 bis 1983, 1979 noch unter dem Namen Afrika-Recht.